# 贡纳尔·塔尔贝里
贡纳尔·塔尔贝里（瑞典語：Gunnar Tallberg，1881年12月23日—1931年8月27日），生于赫尔辛基，芬兰男子帆船运动员。他曾代表芬兰参加1912年夏季奥林匹克运动会帆船比赛，获得一枚铜牌。